# Lee Grant
Lee Grant, född Lyova Haskell Rosenthal den 31 oktober 1925 i New York i New York, är en amerikansk skådespelare och filmregissör. Hon tilldelades en Oscar för bästa kvinnliga biroll för rollen i filmen Shampoo 1975.

## Biografi
Lee Grants föräldrar var östeuropeiska judar. Hon etablerade sig som skådespelare på Broadway i tonåren och filmdebuterade i Polisstation 21 (Detective Story), vilken hon även spelat på scenen. För denna film fick hon sin första Oscarsnominering och vann pris som bästa skådespelerska på Filmfestivalen i Cannes.
Grant blev svartlistad i Hollywood efter att ha vägrat vittna mot sin man, Arnold Manoff, inför House Un-American Activities Committee (HUAC). Hon fortsatte som scenskådespelare och kom så småningom tillbaka även på film och TV, i bland annat Jacqueline Susann-filmatiseringen Dockornas dal. 1966 vann hon en Emmy för Peyton Place. Hon har vunnit en gång till och nominerad ytterligare fem. Hon medverkade även i det andra avsnittet av Columbo-serien.
1971 blev hon Oscarsnominerad igen, för Hal Ashbys Landlord (1970). Samma årtionde medverkade hon även i bland annat Shampoo – även denna regisserad av Ashby – för vilken hon belönades med en Oscar 1976. Året därpå var hon nominerad igen, för De fördömdas resa. Andra filmer från den här tiden är Haveriplats: Bermudatriangeln (1977), Katastrofplats Houston (1978) och Damien – Omen II (1978).
Under 1980- och 90-talen medverkade hon mest i mindre kända filmer och i TV-filmer. Hon medverkade dock bland annat i Randal Kleisers It's My Party (1996). På 2000-talet har hon medverkat i ett par stora filmer, som Dr. T och kvinnorna (2000) och Mulholland Drive (2001).

## Filmografi
- 1951 – Polisstation 21
- 1953/54 – Search for Tomorrow (TV-serie)
- 1955 – Storm Fear
- 1959 – Middle of the Night
- 1963 – The Balcony
- 1963 – An Affair of the Skin
- 1964 – Pie in the Sky
- 1964 – Jagad (TV-serie, 1 avsnitt)
- 1965/66 – Peyton Place (TV-serie, 71 avsnitt)
- 1967 – Divorce American Style
- 1967 – I nattens hetta
- 1967 – Dockornas dal
- 1967 – The Big Valley
- 1968 – Buona Sera, Mrs. Campbell
- 1968 – Judd, for the Defense
- 1969 – The Big Bounce
- 1969 – Marooned
- 1970 – Landlord
- 1970 – There Was a Crooked Man...
- 1971 – Columbo (TV-serie) (pilotavsnittet "Ransom for a Dead Man")
- 1971 – The Neon Ceiling
- 1971 – Plaza svit
- 1972 – Portnoy's Complaint
- 1974 – The Internecine Project
- 1975 – Shampoo
- 1975 – Fay (TV-serie)
- 1976 – De fördömdas resa
- 1977 – Haveriplats: Bermudatriangeln
- 1977 – The Spell
- 1978 – Damien – Omen II
- 1978 – Katastrofplats Houston
- 1978 – The Mafu Cage
- 1979 – When You Comin' Back, Red Ryder?
- 1980 – Little Miss Marker
- 1981 – Charlie Chan and the Curse of the Dragon Queen
- 1982 – Visiting Hours
- 1984 – Billions for Boris
- 1984 – Constance
- 1984 – Teachers
- 1985 – Sanford Meisner: The American Theatre's Best Kept Secret (dokumentär)
- 1987 – Med livet som insats
- 1991 – Himlen tur eller retur?
- 1992 – Something to Live for: The Alison Gertz Story (TV-film)
- 1992 – Earth and the American Dream
- 1992 – Citizen Cohn
- 1996 – It's My Party
- 1996 – The Substance of Fire
- 1996 – Under Heat
- 2000 – Dr. T och kvinnorna
- 2000 – The Amati Girls
- 2001 – Mulholland Drive
- 2005 – The Needs of Kim Stanley
- 2005 – Going Shopping

## Teater

### Roller
| År   | Roll         | Produktion                  | Regi             | Teater                       |
| ---- | ------------ | --------------------------- | ---------------- | ---------------------------- |
| 1951 | Daisy Durdle | Lo and Behold! John Patrick | Burgess Meredith | Booth Theatre, New York, USA |